# Глинистий розчин
Гли́нистий ро́зчин (рос. глинистый раствор, англ. clay mud, clay drilling mud; нім. Tonmörtel m, Tontrübe f, Tonspülung f) — основний різновид бурового розчину, який застосовується при бурінні свердловин для очищення вибою від породи, винесення її на поверхню, глинизації стінок свердловин та ін. Глинистий розчин в умовах циркуляції — неньютонівська рідина, в спокої утворює драглисту масу (гель), здатну втримувати в завислому стані вибурену породу.
Експлуатаційні властивості глинистого розчину регулюються вмістом глини (5-16%), введенням різних хімічних реагентів, солей, обважнювачів, пластифікаторів тощо.